# Megatomentella
Megatomentella is een monotypisch geslacht van schimmels uit de orde Pleosporales. De familie is nog niet eenduidig bepaald (Incertae sedis). Het bevat alleen Megatomentella cristata.